# Державний комітет оборони
Держа́вний Коміте́т Оборо́ни (ДКО)  — надзвичайний вищий орган державного управління, створений на час німецько-радянської війни, що володів усією повнотою влади в СРСР. Необхідність створення стала очевидна в результаті кризи, яка була викликана заплутаністю тодішньої системи управління. Сталін і Політбюро фактично очолювали державу і приймали всі рішення. Але формально ці рішення виходили від Президії Верховної Ради, ЦК ВКП(б) тощо.
Такий бюрократизм в умовах війни створював труднощі в управлінні і їх вирішили усунути шляхом створення ДКО.

## Історія створення
ДКО був створений 30 червня 1941. Офіційно він був утворений спільною постановою Президії Верховної Ради СРСР, Ради Народних Комісарів СРСР і Центрального Комітету ВКП(б). Необхідність створення ДКО, як найвищого органу керівництва, мотивувалася важким становищем на фронті, що вимагало, щоб керівництво країною було централізоване в максимальній мірі. У згаданій постанові говориться, що всі розпорядження ДКО повинні беззаперечно виконуватися громадянами і будь-якими органами влади.
Фактично історія створення ДКО була наступна. Ідея була висунута Берією на нараді в кабінеті Молотова в Кремлі, на якому присутні також Маленков, Ворошилов, Мікоян і Вознесенський. На чолі ДКО вирішено було поставити Сталіна, зважаючи на його безперечний авторитет в країні. Прийнявши це рішення, правляча шестірка в другій половині дня (після 16 годин) попрямувала на Ближню дачу, де умовила Сталіна знов перейняти на себе функції глави держави та розподілила обов'язки в новоствореному комітеті.

## Склад ДКО
На підставі спільної Постанови Президії Верховної Ради СРСР, Раднаркому і ЦК ВКП(б) від 30 червня 1941 був створений наступний склад ДКО:
- Голова ДКО — І. В. Сталін
- Заступник голови ДКО — В. М. Молотов
- Члени ДКО:
  - Л. П. Берія (з 16 травня 1944 — заступник голови ДКО).
  - К. Е. Ворошилов.
  - Г. М. Маленков.

Далі склад ДКО тричі піддавався змінам (зміни були законодавчо оформлені постановами Президії Верховної Ради):
- 3 лютого 1942 членами ДКО стали М. О. Вознесенський (у той час Голова Держплану СРСР) і А. І. Мікоян;
- 20 лютого 1942 до складу ДКО був введений Л. М. Кагановіч;
- 22 листопада 1944 новим членом ДКО став М. А. Булганін, а К. Е. Ворошилов був виведений із складу ДКО.

## Роль ДКО
Державний Комітет Оборони керував діяльністю всіх державних установ і відомств, направляв їх зусилля на всебічне використання матеріальних, духовних і військових можливостей країни для досягнення перемоги над ворогом, розв'язував питання переведення економіки країни на забезпечення потреб війни, мобілізації людських ресурсів країни для потреб фронту і народного господарства, підготовки резервів і кадрів для Збройних Сил і промисловості, евакуації промисловості із загрозливих районів, переведення промислових підприємств у звільнені Червоною Армією райони й відновлення зруйнованого війною народного господарства в західних областях країни, встановлював обсяги й терміни постачань промисловістю військової продукції тощо.
Кожен член ДКО відповідав за визначене коло питань. Постанови ДКО мали силу законів воєнного часу. Всі радянські, державні, партійні, військові, господарські та профспілкові органи були зобов'язані беззаперечно виконувати рішення і розпорядження ДКО.
Як найвищий орган державного управління, ДКО ставив перед Верховним Головнокомандуванням і в цілому перед Збройними Силами СРСР військово-політичні завдання, удосконалював структуру Збройних Сил, розставляв керівні кадри, визначав загальний характер використання Збройних Сил у війні. Велику увагу ДКО приділяв керівництву боротьбою радянського народу в тилу ворога. У своїй діяльності ДКО спирався на апарат РНК, уповноважених ДКО на місцях, якими, як правило, були секретарі партійних комітетів крупних промислових країв і областей, місцеві міські комітети оборони, партійні й державні органи.
Народний комісаріат оборони і його управління були робочими органами ДКО по військових питаннях, безпосередніми організаторами і виконавцями його рішень. Найвищим виконавчим органом ДКО по оперативно-стратегічному керівництву озброєною боротьбою була Ставка Верховного Головнокомандування.
Після закінчення німецько-радянської війни рішенням Президії Верховної Ради СРСР від 4 вересня 1945 ДКО був розформований.

## Структура ДКО
До складу ДКО входило кілька структурних підрозділів. За період існування структура Комітету неодноразово мінялася, з метою максимальної ефективності управління і пристосування до поточних умов.
Найважливішим підрозділом було Оперативне бюро, створене 8 грудня 1942 постановою ДКО № 2615с. До складу бюро входили Л. П. Берія, Г. М. Маленков, А. І. Мікоян і В. М. Молотов. Фактичним керівником Оперативного бюро був Берія.
У завдання цього підрозділу спочатку входила координація та об'єднання дій решти структурних підрозділів. 19 травня 1944 було прийнято Постанову № 5931, яким функції бюро були значно розширені — тепер в його завдання входили також спостереження і контроль за роботою народних комісаріатів оборонної промисловості, транспорту, металургії, наркоматів найважливіших сфер промисловості й електростанцій; також Оперативне бюро з цієї миті відповідало за постачання армії, нарешті, на нього були покладені обов'язки скасованого рішенням Транспортного комітету.
Іншими важливими підрозділами ДКО були:
- Трофейна комісія (створена в грудні 1941, а 5 квітня 1943 Постановою № 3123сс перетворена на Трофейний комітет);
- Спеціальний комітет (займався питаннями розробки ядерної зброї).
- Особливий комітет (займався питаннями репарацій).
- Комітет з евакуації (створений 25 червня 1941 Постановою ДКО № 834, розформований 25 грудня 1941 Постановою ДКО № 1066сс). З 26 вересня 1941 Постановою ДКО № 715с при цьому комітеті було організовано Управління по евакуації населення.
- Комітет з розвантаження залізниць — утворений 25 грудня 1941 Постановою ДКО № 1066сс, 14 вересня 1942 Постановою ДКО № 1279 він був перетворений на Транспортний комітет при ДКО, що існував до 19 травня 1944, після чого, Постановою ДКО № 5931 Транспортний комітет було скасовано, а його функції передані Оперативному бюро ДКО;
- Комісія з евакуації — (утворена 22 червня 1942 Постановою ДКО № 1922);
- Рада з радіолокації — створена 4 липня 1943 Постановою ДКО № 3686сс в складі: Маленков (голова), Архипов, Берг, Голованов, Горохов, Данілов, Кабанов, Кобзарев, Стогів, Терентьев, Учер, Шахурін, Щукин.
- Група постійних уповноважених ДКО і постійні комісії ДКО при фронтах.